# Melanophryniscus stelzneri
Melanophryniscus stelzneri (pol. atelop Stelznera) – gatunek niewielkiego jadowitego płaza bezogonowego z rodziny ropuchowatych (Bufonidae).

## Zasięg występowania
Gatunek występuje w północnej Argentynie. Zasięg występowania jest pofragmentowany i obejmuje tereny położone w prowincjach Salta, San Luis i Córdoba. Jest spotykany do wysokości 1750 m n.p.m. Niektórzy autorzy sugerują, że może występować też w Boliwii. Stwierdzenia z Paragwaju i argentyńskiej prowincji Buenos Aires okazały się dotyczyć innych gatunków.

## Budowa ciała
Długość ciała nie przekracza 4 cm, najczęściej spotyka się osobniki długości 3,5 cm. Samce są odmiennie ubarwione i zwykle trochę mniejsze niż samice. Jest to szczególnie ważne w okresie godowym, gdy samiec jest przez pewien czas dźwigany na grzbiecie samicy.
Ubarwienie grzbietu jest czarne z nieregularnymi, żółtymi plamkami. Brzuch oraz spodnia strona kończyn aż do palców są jaskrawopomarańczowe.

### Jadowitość
Jad Melanophryniscus stelzneri jest bardzo silny, porównywalny z jadem Dendrobatidae.

## Biologia i ekologia

### Tryb życia
Żyje na trawiastych obszarach z wychodniami skalnymi i piaszczystych wydmach porośniętych zaroślami. Można go spotkać nie tylko nocą, ale także w ciągu dnia. Jest w stanie poruszać się na czterech łapach w charakterystyczny dla ropuch sposób lub robić niewielkie skoki. W przypadku zaskoczenia na otwartym terenie, nie mając żadnego sposobu ucieczki, nieruchomieje i zakłada na grzbiet wszystkie swoje łapy, tym samym odstraszając wroga jaskrawopomarańczowym ubarwieniem.

### Odżywianie
Drobne muchówki, błonkówki i pająki.

### Rozród
W porze deszczowej samce i samice wędrują do zapełniających się wodą zbiorników, bądź nawet większych kałuż, by tam odbyć gody, wydając przy tym głośne dźwięki rozpoczynające się od krótkiego odgłosu podobnego do świstu, po którym następują  dźwięczne, metaliczne, trele przypominające głos ptaka (bądź europejskiej ropuchy zielonej). W tym czasie również samce staczają walki o terytorium, nawzajem się przepychając, a zwycięzca chwyta przednimi kończynami samicę i pływa z nią do końca okresu godowego. Po odbytych godach, ze złożonych jaj, już w ciągu 24 godzin wykluwają się malutkie kijanki, które rozpoczynają samodzielne życie w wodzie, a po kilku tygodniach przeobrażają się w dorosłego osobnika. Wszystko to dzieje się tak szybko, gdyż w końcu w zbiornikach wody zaczyna ubywać, a tak, młode płazy mogą już wyjść na ląd, by tam prowadzić dalsze życie. Jest to specyficzny sposób na ratowanie potomstwa przed zagładą.

## Znaczenie dla człowieka
Jad czasem jest wykorzystywany przez Indian do zatruwania strzał.